# 991 McDonalda
991 McDonalda eller 1922 NB är en asteroid i huvudbältet, som upptäcktes 24 oktober 1922 av den rysk amerikanske astronomen Otto von Struve vid Yerkes-observatoriet. Den har fått sitt namn efter McDonald-observatoriet i Fort Davis, Texas.
Asteroiden har en diameter på ungefär 38 kilometer och den tillhör asteroidgruppen Themis.